# سلوقس السادس
سلوقس السادس حاكم سلوقي والابن الأكبر لأنطيوخوس الثامن وزوجته نريفاينا، في 96 ق.م هزم سلوقس عمه أنطيوخوس التاسع(كوزيكونوس) انتقاماً لموت والده، لكن النزاع حُسم لأنطيوخوس العاشر ابن انطيوخوس التاسع وهرب سلوقس إلى صقلية حيث عاش عيشة بذخ، لم يتحمل السكان الذين كانو اصلا يعانون من القراصنة فاندلعت ثورة وو حوصر سلوقس مع رجاله واُحرق مع رجاله .
بعد موته ظهر اخوته أنطيوخوس الحادي عشر وفيليب الأول (فيلاديلفوس) وديميتريوس الثالث بالنزاع مع الفرع الثاني من العائلة وبين بعضهم.